# UniCredit Czech Open 2011
L'UniCredit Czech Open 2011 è stato un torneo professionistico di tennis maschile giocato sulla terra rossa. È stata la 18ª edizione del torneo, che fa parte dell'ATP Challenger Tour nell'ambito dell'ATP Challenger Tour 2011. Si è giocato a Prostějov in Repubblica Ceca dal 30 maggio al 5 giugno 2011.

## Partecipanti

### Teste di serie
| Nazionalità   | Giocatore            | Ranking* | Testa di serie |
| ------------- | -------------------- | -------- | -------------- |
| Russia        | Michail Južnyj       | 13       | 1              |
| Spagna        | Tommy Robredo        | 31       | 2              |
| Italia        | Andreas Seppi        | 51       | 3              |
| Spagna        | Daniel Gimeno Traver | 55       | 4              |
| Taipei cinese | Lu Yen-hsun          | 56       | 5              |
| Rep. Ceca     | Radek Štěpánek       | 57       | 6              |
| Argentina     | Carlos Berlocq       | 69       | 7              |
| Italia        | Filippo Volandri     | 73       | 8              |

- Ranking al 23 maggio 2011.

### Altri partecipanti
Giocatori che hanno ricevuto una wild card:
- Lu Yen-hsun
- Tommy Robredo
- Andreas Seppi
- Michail Južnyj

Giocatori che sono passati dalle qualificazioni:
- Roman Jebavý
- Evgenij Korolëv
- Adrián Menéndez Maceiras
- Roman Vogeli

## Campioni

### Singolare
Jurij Ščukin ha battuto in finale  Flavio Cipolla con il punteggio di 6–4, 4–6, 6–0

### Doppio
Serhij Bubka /  Adrián Menéndez Maceiras hanno battuto in finale  David Marrero /  Rubén Ramírez Hidalgo con il punteggio di 7–5, 6–2